# The Sport of Kings
The Sport of Kings l'ottavo album della band Triumph pubblicato nel 1986.

## Tracce
1. "Tears in the Rain" (Emmett, Levine, Moore) – 3:55
2. "Somebody's Out There" (Emmett, Levine, Moore) – 4:04
3. "What Rules My Heart" (Emmett, Huff, Levine, Maloney) – 3:52
4. "If Only" (Emmett, Levine, Moore) – 4:00
5. "Hooked On You" (Emmett, Levine, Moore) – 3:22
6. "Take A Stand" (Emmett, Levine, Moore, Santers) – 4:33
7. "Just One Night" (Fanucchi, Martin, Schon) – 3:40
8. "Embrujo" (Emmett, Levine, Moore) – 1:29
9. "Play with the Fire" (Emmett, Levine, Moore) – 5:18
10. "Don't Love Anybody Else But Me" (Miller, Roynesdal) – 3:55
11. "In the Middle of the Night" (Emmett, Levine, Moore) – 4:34

## Formazione
- Rik Emmett - chitarra, voce
- Mike Levine - basso,
- Gil Moore - batteria, voce